# Gouvernement Romanones (3)
Royaume d'Espagne
Prieto IV Maura IV
Le troisième gouvernement Álvaro Figueroa y Torres Mendieta, comte de Romanones est le gouvernement du royaume d'Espagne, en fonction du 5 décembre 1918 au 14 avril 1919.